# Electric Light Orchestra
Electric Light Orchestra (ELO) es una banda británica de rock sinfónico y rock progresivo oriunda de Birmingham (Inglaterra) y liderada por el músico Jeff Lynne. La ELO se formó para dar cabida al deseo de Lynne y de Roy Wood de crear canciones de rock modernas con tintes clásicos. Después de la salida de Wood, tras el lanzamiento del álbum debut, Lynne se convirtió en el líder del grupo y compuso, arregló y produjo todas las canciones y trabajos de la formación. Entre 1971 y 1986, durante su época de mayor actividad, el grupo publicó once álbumes y obtuvo una notable popularidad con trabajos como A New World Record, Out of the Blue y Discovery.
A pesar del éxito de sus primeros sencillos en el Reino Unido, el grupo obtuvo una mayor popularidad en los Estados Unidos, donde se convirtieron en una de las bandas con mayores ventas de la industria musical. Entre 1972 y 1986, y a pesar de no obtener ningún número uno, la Electric Light Orchestra acumuló un total de quince sencillos top 10 en el Reino Unido y siete en los Estados Unidos, y mantiene el récord de éxitos en el top 40 de la historia de Billboard sin haber cosechado un número uno. Además, ha obtenido 38 premios de la British Phonographic Industry (BPI), veintiuno de la RIAA y diecinueve de la CRIA, y ha vendido más de cincuenta millones de copias a nivel mundial.
Tras su separación en 1986, Lynne volvió a reformar la Electric Light Orchestra en dos ocasiones: en 2001, con la publicación de Zoom, y en 2015, bajo el nombre de Jeff Lynne's ELO, para el lanzamiento de Alone in the Universe.
El 7 de abril de 2017, la banda entró al Salón de la Fama del Rock and Roll.

## Historia

### Origen del grupo y primeros trabajos (1970–1974)
A finales de la década de 1960, Roy Wood, guitarrista, vocalista y compositor de The Move, tuvo la idea de formar un nuevo grupo que usase violines, cellos, e instrumentos de viento para dar a su música un sonido clásico, llevando el rock en la dirección de «recoger el legado que dejaron The Beatles». Jeff Lynne, líder del grupo The Idle Race, se sintió atraído por la idea de Wood. En enero de 1970, cuando Carl Wayne abandonó The Move, Lynne aceptó la invitación de Wood de unirse al grupo con la condición de que centrase su energía en el nuevo proyecto. El 12 de julio de 1970, Wood y Lynne grabaron la primera canción de la Electric Light Orchestra, «10538 Overture», compuesta por Lynne, a la que añadieron varias pistas de violonchelo. El álbum resultante, The Electric Light Orchestra, fue publicado en 1971 en el Reino Unido.
El primer concierto de la ELO tuvo lugar el 16 de abril de 1972 en el Greyhound Pub de Surrey e incluyó la participación de los violonchelistas Mike Edwards y Hugh McDowell, del bajista Richard Tandy y del violinista Wilfred Gibson. Sin embargo, esta formación no duró mucho tiempo: Craig abandonó el grupo y al poco tiempo Wood y Lynne comenzaron a sufrir tensiones debido a problemas con el representante y con una gira insatisfactoria por Italia, donde los instrumentos de cuerda no podían escucharse. Debido a ello, Wood, Hunt y McDowell abandonaron el grupo durante las sesiones del segundo álbum y fundaron Wizzard. A pesar de las predicciones de la prensa musical de que el grupo no funcionaría sin Wood, al haber sido la fuerza impulsora en su creación, Lynne comenzó a dirigir el grupo, al cual añadió al bajista Mike de Albuquerque y al violonchelista Colin Walker.
La nueva formación de la ELO debutó en el Reading Festival de 1972, donde el uso de pick-ups en los instrumentos de cuerda permitió darles una amplificación apropiada en el escenario. En febrero de 1973, el grupo publicó ELO 2, su segundo álbum, que incluyó una versión del tema de Chuck Berry «Roll Over Beethoven». Durante la grabación de su siguiente álbum, Gibson y Walker abandonaron el grupo y fueron reemplazados por el violinista Mik Kaminski, mientras que las partes de violonchelo fueron en adelante interpretadas por Edwards. El álbum resultante, On the Third Day, fue publicado a finales de 1973 e incluyó el sencillo «Showdown». McDowell, que había dejado el grupo el año anterior, volvió a unirse durante la gira de promoción en los Estados Unidos.

### Éxito global: deEldoradoaTime(1974–1981)
Para Eldorado, A Symphony, un álbum conceptual sobre un soñador, Jeff Lynne dejó de sobregrabar varias pistas de instrumentos de cuerda y en su lugar contrató a una orquesta entera, con Louis Clark como arreglista. El primer sencillo, «Can't Get It Out of My Head», fue el primer top 10 del grupo en los Estados Unidos, mientras que Eldorado se convirtió en el primer trabajo del grupo certificado como disco de oro. Durante la grabación de Eldorado, De Albuquerque abandonó el grupo para pasar más tiempo con su familia, por lo que las partes de bajo fueron tocadas por el propio Lynne. Tras su publicación, Lynne contrató a Kelly Groucutt como bajista y reemplazó al violonchelista Mike Edwards por Melvyn Gale. La formación se estabilizó a medida que la banda alcanzó un sonido más accesible y se consolidaba como una atracción en el circuito de estadios y de arenas en los Estados Unidos. Además, apareció en cuatro ocasiones en el programa de televisión The Midnight Special entre 1973 y 1977, más que cualquier otro grupo en la historia de la serie. Entre tanto, el grupo publicó Face the Music en 1975, que incluyó los sencillos «Evil Woman» y «Strange Magic», y cuyo tema instrumental de apertura, «Fire on High», fue usado como música de fondo en varios montajes de CBS Sports. El grupo respaldó el lanzamiento de Face the Music con una gira por los Estados Unidos entre febrero y abril de 1976, tocando un total de 68 conciertos.
El sexto álbum, A New World Record, fue el primer top 10 del grupo en el Reino Unido tras su lanzamiento en 1976. A New World Record fue certificado disco de platino por la RIAA e incluyó los sencillos «Livin' Thing», «Telephone Line», «Rockaria!» y «Do Ya», una regrabación de un tema de The Move. El álbum fue acompañado de una gira estadounidense entre octubre de 1976 y abril de 1977, con un descanso en diciembre en el que tocaron en los American Music Award. A New World Record fue seguido por Out of the Blue, un álbum doble que llegó al puesto cuatro en las listas de éxitos británica y estadounidense y que incluyó los sencillos «Sweet Talkin' Woman», «Mr. Blue Sky» y «Wild West Hero», todos ellos top 10 en el Reino Unido. El nuevo álbum fue seguido de una gira de nueve meses con 92 conciertos, con una costosa puesta en escena que incluyó máquinas de humo y una pantalla láser. En los Estados Unidos, la gira fue etiquetada como The Big Night y fue la más exitosa del grupo, con una asistencia de 80 000 personas en el Cleveland Stadium, así como la de mayor recaudación de la historia de la música hasta ese momento. El grupo tocó en el Wembley Arena de Londres durante ocho noches seguidas, con todas las entradas vendidas. El primero de los conciertos del Wembley Arena fue grabado y televisado, y posteriormente publicado como CD y DVD.

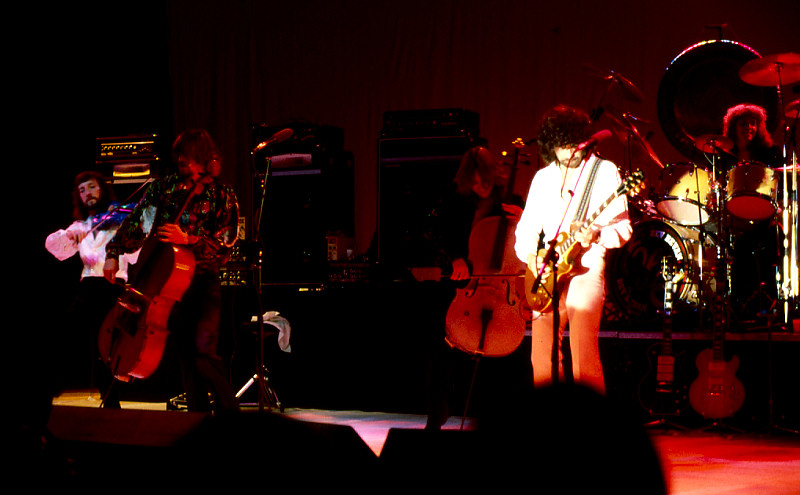
ELO en concierto en Oslo, Noruega en 1978.

En 1979, la ELO publicó Discovery, un álbum caracterizado por un sonido más cercano al disco que llegó al primer puesto en las listas de discos más vendidos de Australia y del Reino Unido. Discovery incluyó los sencillos «Shine a Little Love», «Last Train to London», «Confusion» y «The Diary of Horace Wimp», todos ellos top 10 en el Reino Unido. El grupo grabó videoclips de todas las canciones de Discovery, y aunque en ellos aparecen los siete miembros de la formación, Lynne lo redujo a un cuarteto integrado por Bev Bevan, Richard Tandy y Kelly Groucutt, después de echar a la sección de cuerdas formada por Mik Kaminski, Melvyn Gale y Hugh McDowell.
La Electric Light Orchestra finalizó 1979 como el grupo con mayores ventas del Reino Unido, alcanzando el pico de su fama e incluso inspirando una canción tributo de Randy Newman titulada «The Story of a Rock and Roll Band». El mismo año, Lynne rechazó una invitación para que la ELO encabezase los conciertos del Knebworth Festival. En 1980, el músico compuso la banda sonora de la película musical Xanadu, interpretada por Olivia Newton-John. La película obtuvo un escaso éxito en taquilla, pero la banda sonora alcanzó un mayor éxito y se convirtió en disco de platino. Xanadu incluyó varios sencillos exitosos: «Magic», interpretada por Newton-John y número uno en los Estados Unidos, «Suddenly», a dúo entre la cantante y Cliff Richard; «I'm Alive» y «All Over the World», ambas de la ELO. «Xanadu», interpretada por Newton-John y el grupo, se convirtió en la única canción de la ELO en alcanzar el número uno en las listas británicas. El mismo año, Bev Bevan publicó The Electric Light Orchestra Story, un libro sobre su carrera con The Move y la ELO.
En 1981, el sonido del grupo volvió a cambiar con el lanzamiento del álbum conceptual Time, una vuelta al sonido más progresivo de trabajos como Eldorado. Sin una sección de cuerdas, los sintetizadores tomaron un papel dominante en el nuevo sonido del grupo, al igual que en la mayor parte del sonido de la década. Aunque Time incluyó una orquestación conducida por Rainer Pietsch, el paisaje sonoro en general incluyó un ambiente más electrónico en consonancia con el carácter futurista del álbum. Time encabezó las listas de álbumes más vendidos del Reino Unido durante dos semanas y fue el último disco de la ELO certificado como platino en su país natal. Tras su lanzamiento, el grupo promocionó Time con una gira en la que Mik Kaminski regresó a la formación, aumentada con Louis Clark y Dave Morgan.

### Secret Messages,Balance of Powery separación (1982–1986)

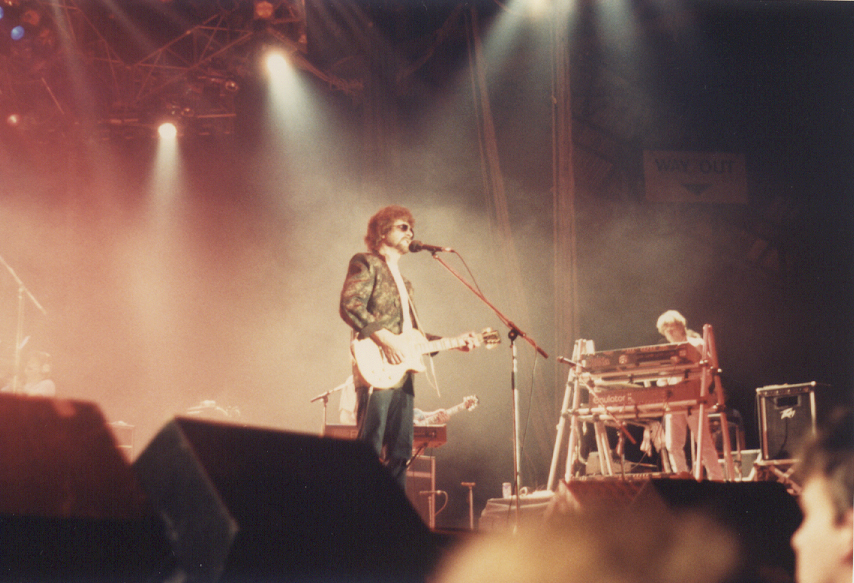
Electric Light Orchestra durante la gira de Balance of Power.

Tras Time, Jeff Lynne quiso publicar un álbum doble, pero CBS bloqueó sus planes asegurando que producir un doble álbum de vinilo sería demasiado caro debido a la crisis del petróleo vigente. Como resultado, el nuevo álbum, Secret Messages, fue editado y reducido a un álbum simple, con parte de los descartes publicados como caras B de sencillos y en la caja recopilatoria Afterglow. Secret Messages alcanzó el top 5 en el Reino Unido, pero su lanzamiento se vio minado por la noticia de que no habría una gira de promoción, debido al trabajo de Bev Bevan en Black Sabbath y a la marcha de Kelly Groucutt durante la grabación del álbum.
Los rumores de una posible separación fueron negados por Bevan, y aunque Secret Messages debutó en el cuarto puesto de la lista UK Albums Chart, obtuvo un menor éxito en comparación con trabajos anteriores del grupo. Durante la época, Bevan expresó su deseo de unirse permanentemente a Black Sabbath, mientras Lynne y Richard Tandy grababan canciones para la banda sonora Electric Dreams, un trabajo en solitario de Lynne. Sin embargo, Lynne estaba contractualmente obligado a publicar un álbum más del grupo. Reducido a un trío integrado por Lynne, Bevan y Tandy, la ELO volvió al estudio en 1985 para grabar Balance of Power, un último disco de estudio caracterizado por la ausencia de cuerdas y el predominio de sintetizadores. Aunque el sencillo «Calling America» alcanzó el top 30 en el Reino Unido y el top 20 en los Estados Unidos, otros sencillos no entraron en las listas de éxitos.
Tras el lanzamiento de Balance of Power, el grupo contó con la incorporación de Kaminski, Clark y Morgan, ofreció varios conciertos en 1986 en países como Inglaterra y Alemania y apareció en programas de televisión como American Bandstand y Solid Gold. El 15 de marzo de 1986 tocaron en el Birmingham Heart Beat Charity Concert, organizado por Bevan en su ciudad natal de Birmingham, y el 13 de julio ofrecieron su último concierto en Stuttgart como teloneros de Rod Stewart. Tras el concierto de Stuttgart, el grupo se disolvió sin realizar un anuncio oficial a la prensa durante los dos siguientes años. Entre tanto, Lynne centró su actividad como productor y trabajó con George Harrison en el álbum Cloud Nine, además de formar el grupo Traveling Wilburys con Bob Dylan, Roy Orbison y Tom Petty. Bevan intentó volver a acercarse a Lynne en 1988 para grabar un nuevo álbum de la ELO, pero el músico no estaba interesado y anunció la separación oficial del grupo.
Bevan, bajo un acuerdo con Lynne como copropietario de la marca ELO, continuó en 1989 bajo el nombre ELO Part II, en un principio sin otros miembros de la formación original. Un año después, el grupo publicó Electric Light Orchestra Part Two y ofreció su primera gira con la incorporación de Mik Kaminski, Kelly Groucutt y Hugh McDowell. Tras la marcha de McDowell al final de la gira, Bevan, Groucutt, Kaminski y Clark grabaron un segundo álbum, Moment of Truth, en 1994 y ofrecieron varias giras en los siguientes años. En 1999, Bevan se retiró de la formación y vendió su parte del nombre de la ELO a Lynne. El resto de músicos, rebautizados como The Orchestra, continuaron grabando y ofreciendo varias giras.

### Primera reformación:Zoom(2000–2001)
Jeff Lynne volvió a usar el nombre de la Electric Light Orchestra con el lanzamiento de Flashback, una caja recopilatoria de tres discos con tomas alternativas, descartes y canciones remasterizadas, incluyendo una nueva versión de «Xanadu». En 2001, publicó Zoom, el primer álbum del grupo desde 1986. Aunque fue comercializado como un álbum de la ELO, el único miembro del grupo en regresar con Lynne fue Richard Tandy, que tocó en una sola canción. El álbum, que contó también con invitados musicales como George Harrison y Ringo Starr, obtuvo un escaso éxito comercial al alcanzar solo el puesto 34 en la lista británica UK Albums Chart y el 94 en la estadounidense Billboard 200. Tras el lanzamiento de Zoom, Lynne reformó la ELO con nuevos miembros y programó una gira, precedida de dos actuaciones en el programa de televisión VH1 Storytellers y en el CBS Television City de PBS, publicado en el DVD Zoom Tour Live. Sin embargo, la gira programada fue cancelada debido a la escasa venta de entradas.
Durante los seis siguientes años, compaginó su trabajo como productor con la remasterización del catálogo musical de la ELO, reeditado por Epic Records y Legacy Recordings. Entre los álbumes remasterizados, el músico añadió tomas alternativas, descartes y nuevas canciones, incluyendo dos nuevos sencillos. El primero, «Surrender», fue incluido en la reedición de A New World Record en 2006, mientras que el segundo, «Latitude 88 North», apareció un año más tarde como tema extra en Out of the Blue.

### Segunda reformación: deMr. Blue SkyaAlone in the Universe(2012 en adelante)
Tras varios años de inactividad, Lynne publicó en 2012 Mr. Blue Sky: The Very Best of Electric Light Orchestra, un álbum con regrabaciones de temas clásicos de la Electric Light Orchestra. El recopilatorio, que incluyó la canción inédita «Point of No Return», fue lanzado coincidiendo con la publicación de Long Wave, el segundo álbum de Lynne en solitario y el primero desde Armchair Theatre. Ambos lanzamientos fueron seguidos de las reediciones de Zoom y Armchair Theatre en abril de 2013, así como del disco en directo Electric Light Orchestra Live, con un concierto incluido previamente en el DVD Zoom Tour Live.
Además de trabajar en el estudio, Lynne volvió a tocar en directo casi una década después de cancelar su última gira. El 12 de noviembre de 2013, tocó con Richard Tandy bajo el nombre de Jeff Lynne and Friends los temas «Livin' Thing» y «Mr. Blue Sky» en el Hammersmith Apollo, dentro del concierto benéfico Children in Need Rocks. Tras el concierto, el presentador Chris Evans de BBC Radio 2 preguntó a sus oyentes si querían ver un concierto de la ELO. Como resultado, las 50 000 entradas del Festival in a Day organizado por la BBC Radio en el Hyde Park de Londres, con Lynne ofreciendo su primer concierto en años, se vendieron en 90 minutos. Bajo el nombre de Jeff Lynne's ELO, Lynne y Tandy estuvieron respaldados por la banda del concierto Children in Need, liderada por Mike Stevens, y por la BBC Concert Orchestra.
El 10 de septiembre de 2015, Lynne anunció la publicación de Alone in the Universe, el primer álbum de la ELO en 15 años. El lanzamiento fue precedido del sencillo «When I Was a Boy», publicado en streaming.
El 1 de noviembre de 2019 fue editado From Out of Nowhere, el decimocuarto álbum de estudio del grupo británico Electric Light Orchestra, publicado por la compañía discográfica Columbia Records. El álbum es el segundo bajo el nombre de Jeff Lynne's ELO después del lanzamiento de Alone in the Universe en 2015.2 Fue grabado en su mayoría por el propio Lynne, que toca todos los instrumentos a excepción del solo de piano de Richard Tandy en «One More Time» y de la percusión, tocada por el ingeniero de sonido Steve Jay. El álbum fue precedido por el lanzamiento del tema «From Out of Nowhere» como sencillo el 26 de septiembre.
Entre el 24 de agosto y 25 de octubre de 2024, Lynne realizó la última gira de la banda por Norteamérica antes de retirarse de los escenarios titulada «The Over and Out».La misma continuó por inglaterra en Birmingham y Manchester en julio de 2025, con Jeff sin su guitarra debido a un accidente que afectó su brazo. El concierto del 10 de julio, la segunda fecha en manchester, fue cancelado debido a un malestar de Jeff (que ya desde el final del show anterior no se sentía bien, teniendo que sentarse para las ultimas 3 canciones). Finalmente, el show final "Lights Out" en el Hyde Park fué cancelado. Jeff tenía una infección sistémica y no estaba apto para darlo. La banda informó que no habían planes de reprogramarlo, por lo que posiblemente el concierto del día 9 de Julio fue el ultimo de Jeff Lynne y la ELO.

## Marca del grupo
La marca oficial del grupo fue diseñada por el artista John Kosh en 1976 y publicada por primera vez en el álbum A New World Record. El diseño está basado en una jukebox Wurlitzer de 1946 del modelo 4008. Fue incluido en la portada de varios álbumes del grupo en distintas formas. Así, para la portada de Out of the Blue, la marca fue convertida en una estación espacial, en una imagen que se consolidaría como seña de identidad del grupo. Por otra parte, en Discovery, fue transformado en un artefacto pequeño a modo de tesoro descubierto. Además, Bev Bevan lo usó en la parte frontal de su batería.

## Giras
La banda ha tenido varias giras, algunas de ellas sin realizar:
- Desde enero a julio de 1973, la banda dio una gira de su álbum ELO 2. En junio de ese año, fue la primera vez que la banda tocó en Estados Unidos. Sin embargo, no es la primera vez que hacen un concierto de ese álbum, aparte de que su sencillo «Roll Over Beethoven» fue lanzado en enero de 1973, 2 meses antes de la salida del álbum en marzo de ese mismo año. Los conciertos incluso llegaron a realizarse a mediados de 1972, tocando las canciones «From the Sun to the World» y «In Old England Town», que en ese tiempo se llamaban simplemente como Jeff's Boogie No.1 y Jeff's Boogie No.2, respectivamente.
- Desde noviembre de 1973 hasta septiembre de 1974, se realizó la gira de su álbum On the Third Day (junto con el álbum The Night the Light Went On (In Long Beach)), con un descanso de Navidad a finales de diciembre y enero y otro descanso de junio a julio para la grabación del álbum Eldorado. Aunque no fue promocionado como una gira para el álbum, se mostraron los últimos trabajos de la banda hasta ese entonces.
- Desde noviembre de 1974 hasta septiembre de 1975, se realizó la gira del álbum Eldorado, con tiempo para la banda en mayo y junio. Empezó en los Estados Unidos, para seguir en Reino Unido con 10 conciertos más, y seguido de varios conciertos en Europa (algunos fueron cancelados inexplicablemente). Durante ese período de tiempo, la banda tomó un descanso para grabar su álbum Face the Music y descansar.
- Desde noviembre de 1975 hasta septiembre de 1976, se realizó la gira de su álbum Face the Music, probablemente el más difícil de realizar. Los conciertos se realizaron por toda Europa y América del Norte. El inicio de la gira, curiosamente coincidió con el lanzamiento del sencillo «Evil Woman». La banda tomó un descanso en diciembre de 1975 y otro en julio de 1976 para grabar A New World Record, aparte de una serie de conciertos cancelados para Reino Unido en mayo de 1976. La razón de esos cancelamientos eran porque la banda estaba cansada de hacer giras seguidamente.
- Desde octubre de 1976 hasta abril de 1977 (con un descanso en diciembre de 1976) se realizó la gira para A New World Record, aunque muy poco se sabe de esto. Probablemente la razón de la que solo fue hecho en Estados Unidos fue por el éxito que tenían ahí.
- En 1978, se realizó la gira para el álbum Out of the Blue, conocido como The Big Night en América del Norte, siendo este la gira más ambiciosa y famosa de la banda. Recibió el alabo de críticos de la radio y música, también siendo el concierto de rock con más recaudación en la historia de Estados Unidos hasta ese momento. El escenario fue un gran platillo volador con láseres.
- Para Discovery, no se hizo una gira, pero en vez de eso se decidió grabar vídeos musicales para las canciones del álbum, creando el álbum en vídeo. Tampoco se hizo una gira para Xanadu.
- Desde septiembre de 1981 hasta marzo de 1982, se realizó la gira de Time. En algunos conciertos realizados en América del Norte, la banda Hall & Oates tocó antes que la banda, aunque se tiene registrado que en uno de esos, la gente abucheó al dúo. En los conciertos aparecía un robot controlado a radio llamado Fred, el cual varias veces fallaba, de hecho una vez se cayó del escenario. Nunca se realizó una gira de Secret Messages, debido al cansancio de la banda por realizar giras y por el deseo aparente de Jeff de no apoyar al álbum.
- En 1986, se realizó una gira para Balance of Power, la última que hizo la formación original de la banda. Se tocó 1 concierto en Inglaterra y 2 en Alemania, además de incluir un acto con el cantante Rod Stewart. El sábado 15 de marzo de 1986 se hizo un concierto de caridad para donar dinero a la Birmingham Children's Hospital, llamado Heartbeat '86.
- Después de lanzarse Zoom, se pensó realizar una gira que terminó siendo cancelada, pero se realizó un concierto en el CBS Television City, que fue lanzado en DVD y VHS, además de ser uno de los conciertos más famosos de la banda.
- En 2016, la banda como Jeff Lynne's ELO realizó su primera gira en 34 años (la gira de Balance of Power al parecer, no es una gira debido a sus 3 conciertos), la gira de Alone in the Universe. Esto se decidió hacer debido al apoyo en el concierto realizado en Hyde Park en 2014. El concierto de Wembley Arena realizado en 2017 obtuvo su álbum en vivo y un vídeo en DVD.
- Desde agosto hasta octubre de 2018, se realizaron varios conciertos en Norteamérica y Europa, con una gira simplemente llamada Live 2018. No promocionó ningún álbum.
- Desde junio hasta agosto de 2019 se realizó una gira relativamente corta en Norteamérica, simplemente llamada Live 2019. A pesar de no promocionar ningún álbum, se paró al parecer debido al próximo lanzamiento de From Out of Nowhere en noviembre de ese mismo año.

## Tributo
Las canciones "Twilight" y "Hold on tight" fueron usadas en las animaciones de apertura y cierre de Daicon IV (Ver Daicon III and IV Opening Animations).
Randy Newman grabó una parodia/tributo al grupo titulado "The Story of a Rock and Roll Band" para su álbum de 1979 Born Again.
En 2004, fue publicado un álbum tributo por Not Lame Records con canciones de la Electric Light Orchestra interpretadas por Carl Wayne, Todd Rundgren, Sixpence None the Richer, Neilson Hubbard, Venus Hum y Shazam, entre otros.
El grupo de Hard Rock, Velvet Revolver, hizo una versión de la canción "Can't Get It Out of My Head" en su álbum Libertad.
La banda finesa Northern Kings realizó una versión de "Don't Bring me Down" en su primer álbum: Reborn.
La banda electrónica Argentina Beat Cairo grabó un/tributo al grupo titulado "Last Train to London" haciendo esta canción en versión electrónica en sus presentaciones en vivo Tributo electronico 2019-2020.
Elton Pope, el papel principal del episodio de Doctor Who "Love and Monsters" en 2006, admite que es un gran seguidor de la Electric Light Orchestra antes de bailar el tema "Mr. Blue Sky" en su habitación.
Ace Frehley, ex primera guitarra y miembro fundador de Kiss, grabó el tema "Do ya" en uno de sus discos fuera de Kiss.
En el 2008 la banda de metal Pain hizo una versión de la canción "Here is the news" publicada en su álbum "Cynic Paradise".
El grupo de animadores que se convertiría en la compañía Gainax usó la canción Twilight en el corto animado Daicon IV.
En la película "Larry Crowne" (Tom Hanks, Julia Roberts), hay tres temas de Jeff Lynne: Calling America y Hold on Tight con ELO y Runnin' Down Dream con Mike Campbell y Tom Petty.
En el opening de la serie de televisión japonesa Densha Otoko (El Hombre del Tren) se usó la canción Twilight, haciendo referencia al corto animado Daicon IV. Desde entonces esta canción se ha convertido en un himno no oficial de la subcultura, ligado al movimiento otaku.
Varios temas de la ELO se interpretan en la película Paul.
En 1989, la banda de Hard Rock - AOR, "SILENT RAGE", hizo una gran versión del tema "Can't Get It Out of My Head", más roquera pero muy brillante.
Músicos como Erik Norlander y Lana Lane y bandas como Freiheit, Transatlantic o Stardust Reverie se han declarado fanes acérrimos del grupo y han reconocido a estos como una de sus máximas influencias.
En la película de ciencia ficción Super 8 escrita y dirigida por J. J. Abrams, producida por Steven Spielberg y Bryan Burk, se escucha en el comienzo y en los créditos finales «Don't Bring Me Down».
En la película American Hustle, se usaron las canciones 10538 Overture y "Long black road".
En el juego de Telltale Games llamado Marvel’s Guardians of the Galaxy: The Telltale Series, la canción del menú principal es la versión de 2012 de «Livin' Thing».
En la introducción de la película de 2017 de Marvel Studios, Guardianes de la Galaxia vol. 2, hay un montaje con la canción «Mr. Blue Sky».
En el segundo episodio de la serie de American Broadcasting Company, Marvel's Inhumans (también basada en personajes de los cómics de Marvel) llamado "Those Who Would Destroy Us" se puede escuchar de fondo «Don't Bring Me Down».

## Integrantes
Miembros actuales
- Jeff Lynne – voz, bajo, guitarra, teclados, batería, chelo, productor, compositor, arreglista (1970–1986, 2000–2001, 2012-presente)

Antiguos miembros
| - Roy Wood – voz, guitarra, bajo, chelo, clarinete, oboe, batería, productor, compositor y arreglista (1970–1972) - Bev Bevan – batería, percusión y coros (1970–1986) - Richard Tandy – teclados, sintetizador, bajo, coros y arreglista (1972–1986, 2000–2001, 2012-2024) - Bill Hunt – teclados, trompa (1970–1972) - Steve Woolam – violín (1970–1971) - Rick Price – bajo (1970-1972) - Mike Edwards – chelo (1972–1975) - Wilfred Gibson – violín (1972–1973) - Hugh McDowell – chelo (1972, 1973–1979) - Andy Craig – chelo (1972) - Mike de Albuquerque – bajo y coros (1972–1974) - Colin Walker – chelo (1972–1973) - Mik Kaminski – violín (1973–1979, 1981-1983, 1986) | - Kelly Groucutt – bajo y coros (1974–1983) - Melvyn Gale – chelo y piano (1975–1979) - Louis Clark – sintetizador y teclados (1981-1983, 1986) - Dave Morgan – sintetizador, bajo y coros (1981-1982, 1986) - Martin Smith – bajo y coros (1986) - Peggy Baldwin – chelo (2000-2001) - Gregg Bissonette – batería y coros (2000-2001) - Matt Bissonette – bajo y coros (2000-2001) - Marc Mann – guitarra, teclados y coros (2000–2001) - Sarah O'Brien – chelo (2000-2001) - Rosie Vela – coros (2000-2001) |

## Discografía
- 1971: The Electric Light Orchestra/ No Answer
- 1972: ELO 2
- 1973: On the Third Day
- 1974: Eldorado, A Symphony
- 1975: Face the Music
- 1976: A New World Record
- 1977: Out of the Blue
- 1979: Discovery
- 1981: Time
- 1983: Secret Messages
- 1986: Balance of Power
- 2001: Zoom
- 2015: Alone in the Universe
- 2019: From Out of Nowhere